# Dieter Bachmann

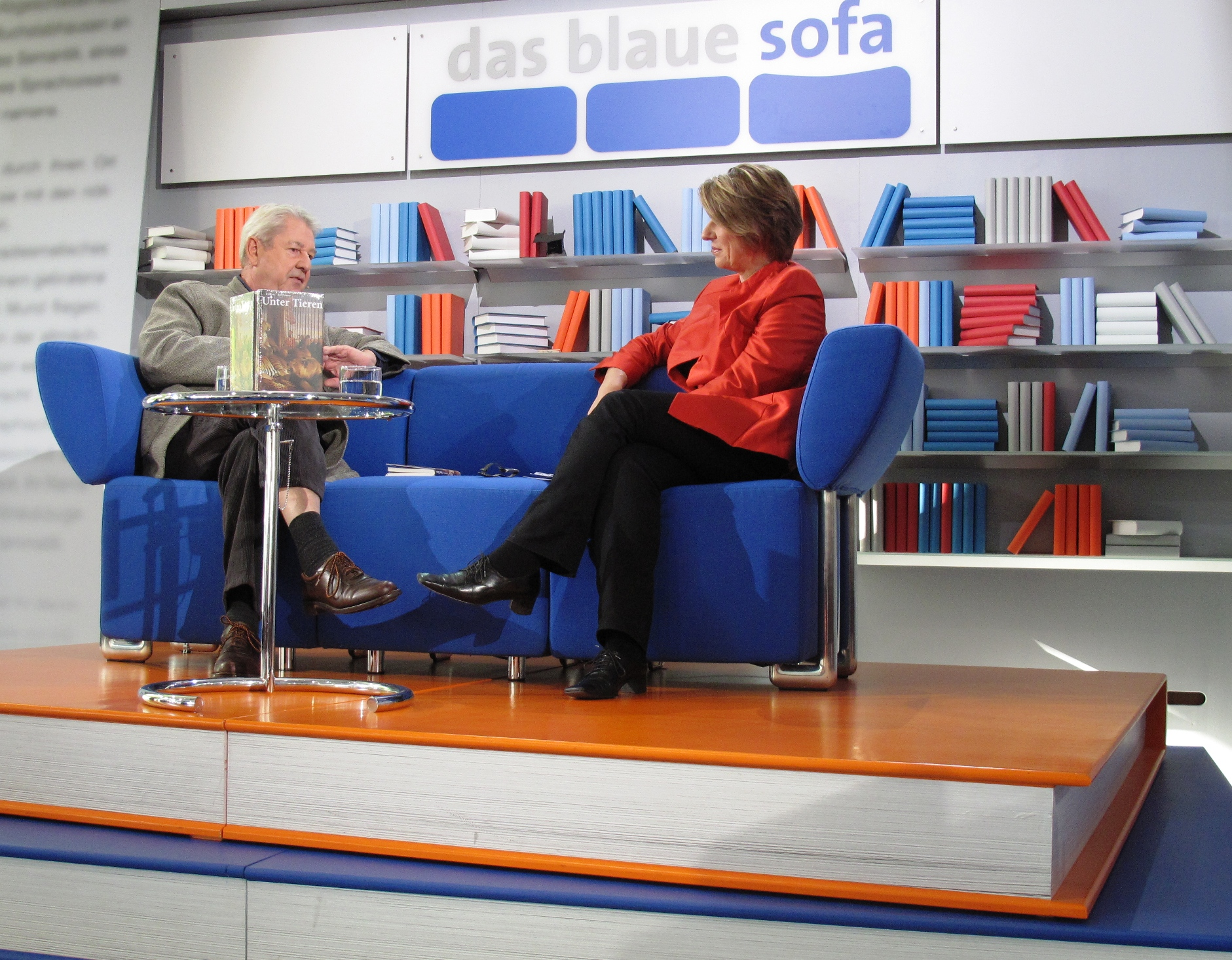
Frankfurter Buchmesse 2011 – Dieter Bachmann im Gespräch mit Susanne Führer

Dieter Bachmann (* 17. Dezember 1940 in Basel) ist ein Schweizer Publizist und Schriftsteller.

## Leben
Dieter Bachmann studierte Germanistik und Philosophie und promovierte 1969 bei Emil Staiger mit einer Arbeit über Essay und Essayismus an der Universität Zürich. Journalistisch tätig war er zunächst (ab 1970) als Redaktor der Weltwoche, dann beim Tages Anzeiger-Magazin (heute: Das Magazin), schliesslich von 1988 bis 1998 als Chefredaktor der Schweizer Kulturzeitschrift du, die in dieser Ära zu einer international angesehenen Publikation avancierte, zu einer veritablen "Enzyklopädie des Wissens und der Kultur". Sie begründete Bachmanns Ruf als einen "der letzten Universalgeister der Kultur".
Zwischen 1975 und 1985 war er Mitglied des Stiftungsrats von Pro Helvetia. Von 2000 bis 2003 leitete er das Istituto Svizzero di Roma. Dort entstanden die von Bachmann kuratierten Ausstellungen Max Frisch – ich lebe in Rom (2002) und Il lungo Addio (2003) zur italienischen Emigration in die Schweiz nach 1945, die erfolgreich auch an weiteren Standorten (u. a. in Zürich) gezeigt wurde. Er wohnt seit 2001 vorwiegend in Italien.
Neben seiner kulturjournalistischen Tätigkeit trat Dieter Bachmann seit seinem literarischen Debüt Rab (1985) als Autor von mehreren Romanen und Erzählbänden in Erscheinung. Der mit Bachmann befreundete Schriftsteller Hermann Burger nannte Rab bei Erscheinen einen "erzählerische[n] Wurf". Narrativ dem erzählerischen Essay verpflichtet, der faktuales und fiktionales Schreiben zu einer anspruchsvollen Symbiose verbindet, kreist Bachmanns Werk oft aus der Perspektive von sarkastischen Aussenseiterfiguren um melancholische Motive wie Abschied, Verlust und Vergänglichkeit.
Bachmann ist Mitglied der Schriftstellervereinigung Autorinnen und Autoren der Schweiz und des Verbands Schweizer Presse (VSP). Sein Archiv befindet sich seit 2012 im Schweizerischen Literaturarchiv in Bern.

## Auszeichnungen
- 1984: Zürcher Journalistenpreis und Werkjahr des Kantons Aargau
- 2002: Ehrengabe des Kantons Zürich
- 2003: Einzelwerkpreis der Schweizerischen Schillerstiftung
- 2015: Anerkennungspreis des Kantons Zürich für den Roman Die Gärten der Medusa
- 2023: Anerkennungspreis des Kantons Zürich für Archipel (Nimbus 2021)[4]

## Werke

### Prosawerke
- Rab. Roman. Ammann, Zürich 1985

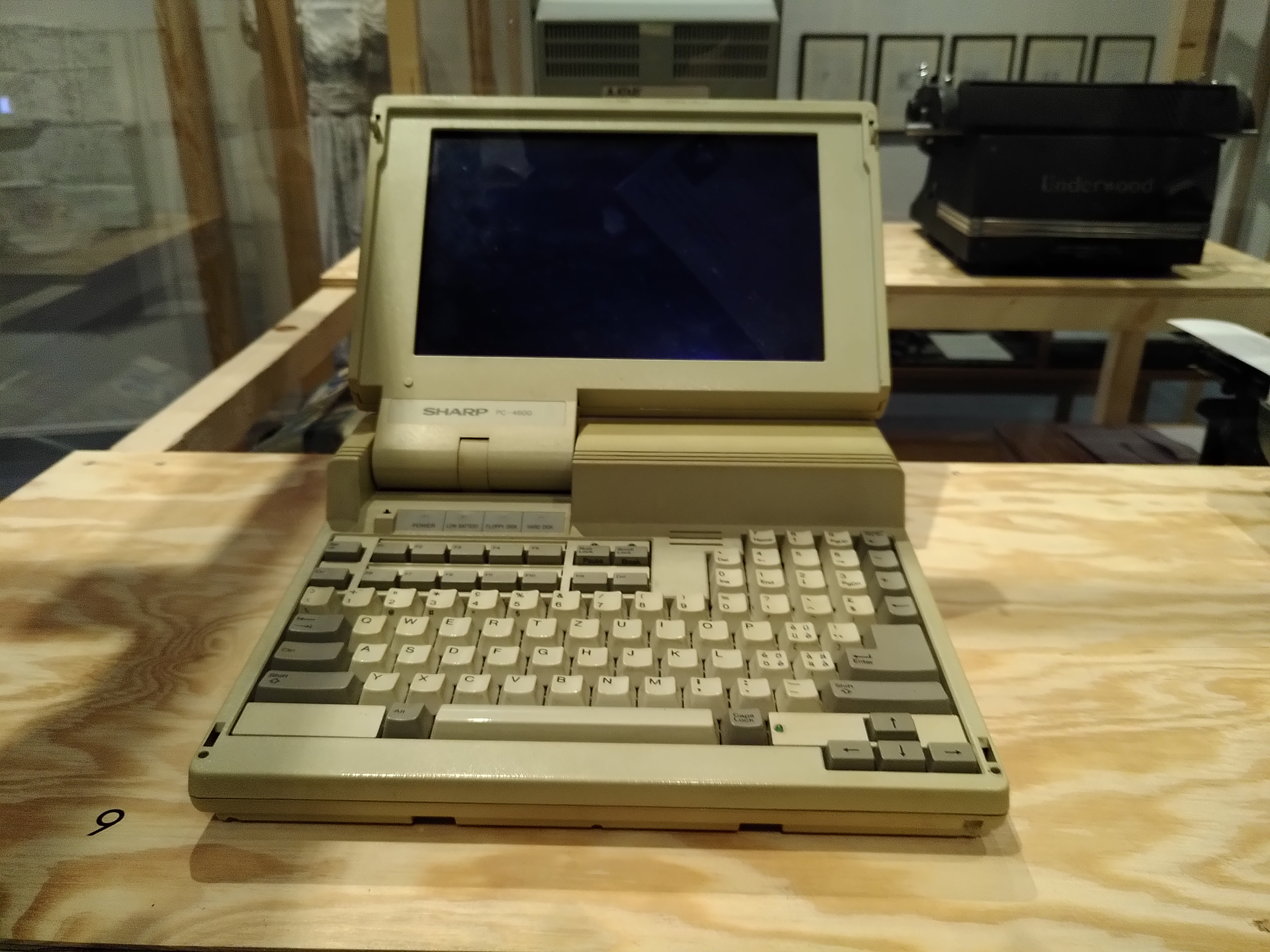
Laptop von Dieter Bachmann (Schweiz. Literaturarchiv)

- Sorgen im Paradies. Reportagen. Ammann, Zürich 1987
- Der kürzere Atem. Roman. Residenz, Salzburg 1998
- Grimsels Zeit. Roman. Berlin Verlag, Berlin 2002, ISBN 3-8270-0463-2.
- Die Vorzüge der Halbinsel. Auf der Suche nach Italien. marebuchverlag, Hamburg 2008, ISBN 3-86648-084-9.
- Unter Tieren. Erzählungen, Limmat Verlag, Zürich 2010, ISBN 978-3-85791-610-6.
- Die Gärten der Medusa. Roman. Limmat Verlag, Zürich 2015, ISBN 978-3-85791-756-1[5].
- Unwiderruflich letzte Vorstellungen. Roman in fünf Akten. Zürich/Berlin: Edition Voldemeer/DeGruyter 2020, ISBN 978-3-11-071231-5.
- Archipel: Expeditionen Begegnungen Schauplätze. Gesammelte Reportagen, Essays und Porträts, Wädenswil : NIMBUS. Kunst und Bücher AG, 2021, ISBN 978-3-03850-082-7

Artikel
- Der Heilige von Sindian. In: Geo-Magazin. Hamburg 1980,9, S. 136–152.  Erlebnisbericht über islamische Führer in der Casamance Senegals.    ISSN 0342-8311
- Friedrichsfelder Songline. In: Lettre International 49, Sommer 2000, S. 10–15. ISSN 0945-5167
- Die ersten letzten Tage. Jürg Federspiel – ein Schweizer, dem die Schweiz nicht genügte. In: Lettre International 125, Sommer 2019, S. 60–69. ISSN 0945-5167

### Sachbücher
- Essay und Essayismus. Kohlhammer (Sprache und Literatur 55), Stuttgart 1969
- Momente und Motive. Bemerkungen zur deutschschweizerischen Lyrik seit 1945. Pro Helvetia, Zürich 1975
- Tessin. Täler und Dörfer (Texte zus. mit Hans Schmid). Huber, Frauenfeld 1981
- Die Schweiz sehen. 66 Landschaften von Walter Imber. Ein Standpunkt von Dieter Bachmann. Mondo, Lausanne 1984
- Architektur des Aufbegehrens. Neues Bauen im Tessin (mit Gerardo Zanetti, Ehemann von Pia Zanetti). Birkhäuser, Basel 1985
- Tessin (mit Max Wermelinger und Jürg-Peter Huber). dtv (dtv Merian Reiseführer 3742), München 1988
- Robert Müller – Kreta : Zeichnungen 1978–1987. Texte (mit Emil Theodor Heinrich Zürcher). Nikator, Dieterswil 1990
- Der geduldige Planet. Eine Weltgeschichte. 255 Fotografien aus der Zeitschrift «du» (mit Daniel Schwartz). du Verlag, Zürich 1995
- Die Leute von Soglio (mit Pio Corradi und Urs Frei). Offizin, Zürich 2004

### Als Herausgeber
- Der kühne Heinrich. Almanach, Zürich 1975
- Fortschreiben. 98 Autoren der deutschen Schweiz. Artemis, Zürich 1977
- Das verschonte Haus. Das Zürcher Schauspielhaus im Zweiten Weltkrieg. Ammann, Zürich 1987
- Max Frisch – ich lebe in Rom, der herrlichsten Stadt der Welt. Begleitbüchlein zur Ausstellung in den Räumen des Istituto Svizzero di Roma. Rom 2002
- Il lungo addio – Der lange Abschied. Limmat, Zürich 2003
- Im ganzen Land schön. Die Schweiz mit der Tageskarte. Limmat, Zürich 2006

### Theater-Aufführungen
- Angscht, UA 1983 im Schauspielhaus Zürich
- Mikado (neue deutsche Fassung) von Gilbert und Sullivan, UA 1984